# Orai
Orai là một thành phố và là nơi đặt ban đô thị (municipal board) của quận Jalaun thuộc bang Uttar Pradesh, Ấn Độ.

## Địa lý
Orai có vị trí 25°59′B 79°28′Đ / 25,98°B 79,47°Đ Nó có độ cao trung bình là 131 mét (429 feet).

## Nhân khẩu
Theo điều tra dân số năm 2001 của Ấn Độ, Orai có dân số 139.444 người. Phái nam chiếm 54% tổng số dân và phái nữ chiếm 46%. Orai có tỷ lệ 70% biết đọc biết viết, cao hơn tỷ lệ trung bình toàn quốc là 59,5%: tỷ lệ cho phái nam là 76%, và tỷ lệ cho phái nữ là 62%. Tại Orai, 12% dân số nhỏ hơn 6 tuổi.